# Lady Love
Lady Love è il secondo album della cantante R&B statunitense Le Toya Luckett. Originariamente l'uscita dell'album era prevista per il 2008, ma in seguito a vari problemi interni alla Capitol Records è stata posticipata al 2009. L'album è uscito il 25 agosto 2009 vendendo oltre 33 000 copie nella prima settimana di pubblicazione, quasi un quarto rispetto alle vendite nella prima settimana dell'album precedente, ed è entrato direttamente al numero 1 della Billboard Top R&B/Hip-Hop Albums e al numero 12 della Billboard 200. Il disco vanta la partecipazione di molti ospiti, tra cui i rapper Ludacris e Mims e la cantante inglese Estelle, oltre alla collaborazione di autori come Ne-Yo e Bryan-Michael Cox.

## Tracce
1. "Lady Love" — 3:38 (Feemster, R./Luckett, L./Shelton, K.)
2. "She Ain't Got..." (Clean) — 3:40 (Bold, C./Brown, C./Luckett, L./Merritt, A.)
3. "Not Anymore" — 3:53 (Green, B./Smith, S. Neyo)
4. "Lazy" — 4:11 (Coby, K./Johnson, C.)
5. "Good to Me" — 3:53 (Babbs, D./Franklin, J./Newt, R./Stephens, K./Valentine, J.)
6. "Over" — 3:48 (Babbs, D./Bereal, J./Dixon, A./Franklin, J./Newt, R./Stephens, K.)
7. "Regret" (featuring Ludacris) — 4:05 (Babbs, D./Bridges, C./Franklin, J./Luckett, L./Newt, R./Stephens, K./Valentine, J.)
8. "I Need a U" — 4:15 (Lilly, H./Luckett, L./Williams, E.)
9. "Take Away Love" (featuring Estelle) — 4:16 (Leslie, R./Swaray, E.)
10. "After Party" — 3:25 (Felder, W./Storm, F.)
11. "Drained" — 3:21 (Brown, C./Luckett, L./Merritt, A./Williams, T.)
12. "Tears" — 4:03 (Felder, W./Storm, F.)
13. "Matter" — 4:10 (Marsha Amborsius, M./Felder, W.)
14. "Love Rollercoaster" (featuring Mims) — 3:55 (Clark, E./Llewellyn, C./Mendelson, E./Mims, S./Palacios, M.)
15. "Don't Need U" — 4:19 (Luckett, L./Thomas, T./Young, D.)

iTunes Bonus track
1. "Swagger" - 3:57 (featuring Killa Kyleon, Bun B and Slim Thug)

## Classifiche
| Classifica (2009)                     | Posizione |
| ------------------------------------- | --------- |
| U.S. Billboard 200                    | 12        |
| U.S. Billboard Top R&B/Hip-Hop Albums | 1         |